# Pterodactylus antiquus
A Pterodactylus antiquus a repülő őshüllők, a pteroszauruszok legismertebbjei közé tartozik, a solnhofeni litográf palából számos hiánytalan csontváza került elő. Elterjedési területe nagy volt. A solhofneni leletek nem csupán vázrészeket tartalmaznak, bőrlenyomatok is fennmaradtak.

## Jellemzői
A rövid törzset ráncos, pikkelytelen bőr borította. A hátulsó végtagok meglehetősen erősek, a farok rövidke nyúlvány, a szárnyak szélesek. Mindez arra utal, hogy az állat meglehetősen ügyetlenül, a denevérek módjára csapongva repkedett. Abban is hasonlított a denevérekre, hogy faágakon, sziklák peremén kapaszkodva fejjel lefelé lógva pihent. A kutatók véleménye szerint ügyesen mozgott, függeszkedve kúszott a faágakon. Nem állapítható meg, hogy nappali avagy éjjeli állatok voltak-e. A repülő őshüllők legkisebbjei közé tartoztak: méretben a magyarországi denevérekhez hasonlítottak.